# Kajmak in marmelada
Kajmak in marmelada je slovenski film režiserja Branka Đurića posnet leta 2003, ki govori o vzponih in padcih v razmerju med južnjakom Božom in Slovenko Špelo, katere oče močno nasprotuje njeni vezi. Medtem ko Špela hodi v službo, Božo najraje doma gleda televizijo, pije pivo in si ne najde nobenega dela. Špeli je nekega dneva tega dovolj in ga zapusti. 
Božo se odloči poiskati službo, da bo tako pokazal Špeli, da se je spremenil in jo tako pridobil nazaj. Njegova prva zaposlitev je nastopanje v kostumu Miki Miške, kar pa Špele ne navduši in celo povzroči, da se začne posmehovati Božu. Božo zato želi najti drugačno delo in na pomoč mu priskoči prijatelj Goran, ki ga vpelje v svet nelegalnih poslov. 
Njuna prva naloga je, da po naročilu Baje, lokalnega kriminalnega šefa čez slovensko-italijansko mejo s tovornjakom prepeljeta skupino ilegalnih prebežnikov, česar pa zaradi Goranovega strahu pred policijo ne izvedeta, temveč prebežnike razložita blizu meje. Prebežnike odkrije policija, zato Baja da pretepsti Gorana, vendar mu hkrati ponudi novo nalogo. Skupaj z Božom in še dvema pomagačema mora oditi v gostilno, katere lastnik Baji ni plačal varščine. Do neprijetnega zapleta pride, ker se v gostilni ob istem času nahaja Špela z družino, kjer njen oče praznuje rojstni dan. Po začetnem presenečenju Špela zaradi sodelovanja v kriminalni združbi verbalno napade Boža. Ko eden od Bajinih pomagačev začne nadlegovati Špelo, ga Božo napade, pri čemer ga drugi pomagač ustreli.
Zaradi tega incidenta je Božo prisiljen ostati doma, kjer zdravi rano. Začne se spraševati tudi o smiselnosti nadaljnjega razmerja s Špelo, saj ga Goran skuša prepričati, da mu ni zvesta, začne pa razmišljati tudi o samomoru. Na koncu se zgodba srečno izteče, saj se Špela vrne in skupaj ustvarita družino.

## Liki
- Božo (Branko Đurić), brezposeln južnjak, ki rad pije pivo, gleda nogomet ter porno filme. Njegov najboljši prijatelj je spodaj omenjeni Goran.
- Špela (Tanja Ribič), njegova partnerka, ki ga ljubi, a ko njuno razmerje doseže najnižjo točko, ga zapusti.
- Goran (Dragan Bjelogrlić), Božov prijatelj, kateremu občasno najde začasno (tudi nelegalno) delo.

Branko Đurić je tudi v resničnem življenju mož Tanje Ribič.
Imata sina Filipa in hčerki Zalo in Elo.  
Film si je ogledalo 125.000 gledalcev, kar je absoluten rekord v slovenskih kinematografih, ki ga je leta 2007 presegel Petelinji zajtrk. Branko Đurić je za ta dosežek prejel Veliko Zlato rolo.